# Kyunghyang Shinmun
Kyunghyang Shinmun (Hangeul 경향신문) a ist eine liberale südkoreanische Tageszeitung. Sie hat ihren Sitz in Seoul. Ihre täglich Auflage beträgt nach eigenen Angaben rund 350.000 Exemplare und zählt auf ihrem Onlineportal rund 1,3 Millionen Besucher täglich. Aktueller Chefredakteur der Zeitung ist Leon Park (Stand: 2015).

## Geschichte
Die Zeitung wurde 1946 ursprünglich von der Katholischen Kirche in Korea gegründet, ging dann aber später in den Besitz der Hanwha-Gruppe, die zu den Chaebols, den reichen südkoreanischen Familienunternehmen zählte, über. In der Zeit der asiatischen Finanzkrise (1997/98) zog sich das Unternehmen aus dem Zeitungsgeschäft zurück. Damit stand die Zeitung kurz vor dem Aus.
Doch schon unter dem autokratisch regierenden ersten Präsidenten Südkoreas Rhee Syng-man hatte das Blatt zu leiden. Weil es kritisch über ihn berichtete, sollte es eingestellt werden. Doch die pro-demokratische Revolution vom 19. April 1960 gab der Zeitung neuen Auftrieb. Während des diktatorischen Regimes von Park Chung-hee (1961–1979) kam das Blatt wieder unter Druck und in die Hand der Hanhwa-Gruppe.
Erst mit der Finanzkrise sollte sich das Blatt wenden. Die Zeitung ging in den Besitz seiner Beschäftigten über, die das Zeitungsunternehmen seitdem demokratisch führen. Rund 50 % des Unternehmens verteilt sich auf rund 600 Mitarbeiter, darunter Stand 2015 rund 240 Journalisten. Der Rest ist in der Hand ehemaliger Mitarbeiter und des Unternehmens selbst. Der Vorstand des Unternehmens wird alle drei Jahre neu gewählt und bei der Wahl der Chefredaktion haben die angestellten Journalisten ein Vetorecht.
Die Zeitung bezeichnet sich selbst als liberales Blatt, das sich als unabhängig sieht und lediglich seine Leser „zu fürchten hat“. Das Blatt unterstützt den moderaten progressiven Weg, betreibt investigativen Journalismus, setzt sich für die Menschenrechte ein, ist gegen Gewalt und unterstützt die Freiheitsrechte. Unter anderem setzt sich die Belegschaft für eine friedliche Annäherung mit Nordkorea ein, unterstützt die Rechte von Homosexuellen und ist gegen die Todesstrafe. Dafür wird die Zeitung gerne von Konservativen als „linkes Kampfblatt“ diffamiert.
Drei Büros der Zeitung im Ausland, Peking, Tokio und Washington, D.C., versorgen die Zeitung mit aktuellsten Berichten aus den für Südkorea wichtigsten Ländern. Täglich Sportberichterstattung, ein monatlich erscheinendes Lifestyle-Magazin für Frauen „The Lady Kyunghyang“ und „The Jugan Kyunghyang“, als wöchentliches News-Magazin, runden die Palette ab.
__